# European Express
Die European Express war ein 1974 als Takachiho Maru in Dienst gestelltes Fährschiff der griechischen Reederei NEL Lines. Sie wurde zuletzt auf der Strecke von Thessaloniki und Kavala über Limnos, Mytilini und Chios nach Samos eingesetzt. Das Schiff war seit November 2014 inaktiv und wurde im Januar 2019 zum Abbruch in die Türkei verkauft.

## Geschichte
Die Takachiho Maru entstand unter der Baunummer 322 in der Werft von Nippon Kōkan in Shimizu und wurde im Februar 1974 an die japanische Reederei Nippon Car Ferry abgeliefert. Die Indienststellung erfolgte im selben Monat auf der Strecke von Kawasaki nach Hyūga. Im selben Monat wurde auch ihr Schwesterschiff Mimitsu Maru abgeliefert.
In den folgenden Jahren wechselte die Fähre mehrfach den Betreiber. Ab 1992 wurde sie zwischen Osaka und Hyūga sowie ab 1996 zwischen Kōbe und Hyūga eingesetzt. 1998 beendete das Schiff seinen Dienst in Japan nach 24 Jahren und wurde zum Weiterverkauf aufgelegt.
Im September 1999 fand sich mit der griechischen Reederei Access Ferries ein Käufer für die Takachiho Maru, die für die Überfahrt nach Europa den verkürzten Namen Ho Maru erhielt. Im selben Jahr wurde das Schiff in Millennium Express umgetauft und ab Mai 2000 für Access Ferries zwischen Piräus, Limassol und Haifa in Dienst gestellt.
Neben dem Dienst für Access Ferries wurde die Millennium Express auch verchartert und war so unter anderem zwischen März 2001 und Mai 2003 im Fährdienst zwischen der Dominikanischen Republik und Puerto Rico im Einsatz. Im Juli 2003 wechselte das Schiff auf die Strecke von Brindisi nach Çeşme, wurde jedoch nach nur zwei Monaten im September 2003 außer Dienst gestellt. Ab Februar 2004 stand die Fähre unter Charter der CNAN zwischen Oran, Marseille, Sète und Barcelona im Einsatz, ehe sie im Januar 2006 in Drapetsona aufgelegt wurde.
Nach einer Überholung der Maschinenanlage in Hamburg ab September 2006 erhielt das Schiff im Mai 2007 den Namen European Express. Betreiber der Fähre war zunächst Algérie Ferries, dann ab 2008 Comanav und schließlich nach einer längeren Aufliegezeit im Jahr 2009 ab Juli 2010 die griechische NEL Lines. Zum Einsatz kam die European Express nun zwischen Piräus, Chios und Mytilini.
Am 10. Oktober 2010 kollidierte das Schiff während eines Wendemanövers im Hafen von Piräus mit der Fähre Vitzentzos Kornaros, wobei beide Schiffe nur leichte Schäden davontrugen. In ihrer weiteren Dienstzeit wechselte die European Express mehrfach die Strecke, zuletzt war sie seit Juli 2014 zwischen Thessaloniki, Kavala, Limnos, Mytilini, Chios und Samos im Einsatz. Nachdem im November 2014 der Chartervertrag mit der in finanzielle Schwierigkeiten befindlichen NEL Lines ausgelaufen war, kehrte das Schiff nicht wieder in den Dienst für seinen Besitzer Access Ferries zurück, sondern wurde zuerst in Drapetsona und dann in Piräus aufgelegt.
Nach mehr als vier Jahren Liegezeit wurde die European Express im Januar 2019 zum Abbruch in die Türkei verkauft und in Express umbenannt, um am 27. Januar 2019 aus dem Hafen von Piräus geschleppt zu werden. Am 29. Januar traf das Schiff in den Abwrackwerften von Aliağa ein, wo es in der Folgezeit verschrottet wurde.